# Toufendi
Toufendi (kinesiska: 头分地, 头分地镇) är en köping i Kina. Den ligger i den autonoma regionen Inre Mongoliet, i den norra delen av landet, omkring 640 kilometer nordost om regionhuvudstaden Hohhot.
Genomsnittlig årsnederbörd är 681 millimeter. Den regnigaste månaden är juni, med i genomsnitt 139 mm nederbörd, och den torraste är december, med 4 mm nederbörd.